# Tremor
Tremor — альтернативна програмна бібліотека для декодування звуку формату Vorbis. Використовує виключно цілочисельну арифметику, що дає змогу використовувати її на апаратному забезпеченні, яке не підтримує операції із плаваючою комою. Tremor є частиною проекту Xiph.Org.
Ця бібліотека реалізує власне представлення чисел із фіксованою і плаваючою комою.